# Guido Segre (imprenditore)
Guido Isacco Segre (Torino, 7 novembre 1881 – Roma, 12 aprile 1945) è stato un imprenditore e funzionario italiano.

## Biografia

### Dai primi anni di Torino fino alla Trieste redenta
Figlio di Vittorio Emanuele Segre e di Enrichetta Ovazza, proveniente da una potente famiglia borghese ebraica del Piemonte, fu uno degli uomini d'affari più importanti della prima metà del secolo scorso. In seguito alla prematura scomparsa del padre Vittorio Emanuele, già amministratore delegato della banca della famiglia Ovazza, Guido Segre fu mandato a completare gli studi in Germania, nella Scuola Superiore di Francoforte sul Meno. Ritornato in Piemonte, fu assunto, appena ventenne, prima al Credito Italiano, come direttore della sede di Torino; poi, lasciò questo incarico per entrare nella FIAT, diventando direttore amministrativo per un breve periodo, e successivamente divenne vicedirettore generale, essendo Vittorio Valletta direttore generale in quel periodo. Quando scoppiò la prima guerra mondiale rifiutò l'esonero, del quale poteva beneficiare per il suo incarico alla Fiat e alla fine del 1915 partì, come volontario interventista, per il fronte con il grado di tenente di complemento del Genio.
Si trovò a combattere sul fronte dell'Isonzo e del Carso contro gli austriaci, per le sue valorose azioni di combattente ricevette diverse medaglie e riconoscimenti. Divenne quasi subito capitano, e due anni dopo, per meriti di guerra fu promosso maggiore, fino al grado di tenente colonnello di complemento del Genio, comandante del Corpo. Segre, pertanto, conseguì una medaglia d'argento al valor militare concessa sul campo; fu insignito della croce di guerra, della croce di guerra con palme francesi, del DSO inglese e, nell'immediato dopoguerra, del brevetto di Medaglia d'Oro della Croce Rossa Italiana, per i servizi resi a questo istituto. Sconfitto l'Impero austro-ungarico Guido Segre ebbe l'onore di poter sfilare, entrando vittorioso a Trieste nel 1918, con le truppe militari del generale Carlo Petitti di Roreto. Fu, poi, chiamato a far parte della commissione per la redazione del Trattato di Pace con l'Austria.

### Le affermazioni a Trieste e nella Regione giuliana
Nel primo dopo-guerra, Guido Segre occupò a Trieste, colpita da una grave crisi economica, i posti-chiave nei vertici dell'Ufficio Affari Economici del Governatorato della Venezia Giulia, dove si determinò il futuro economico della città giuliana e della sua regione. Segre si dimostrò così un abile uomo d'affari, portando a compimento diverse manovre diplomatico-finanziarie nel realizzare, a favore di Trieste, il recupero di obbligazioni e titoli creditizi che furono depositati nelle principali banche austriache, favorì inoltre il concordato tra la Banca Commerciale Triestina e l'austriaca Credit Anstalt. In questo fortunato periodo, Guido Segre conobbe una cittadina austriaca di fede cattolica, Gabriella Anna Metz (che sposò più tardi), conosciuta nel centro turistico istriano di Portorose, nel Comune di Pirano, dove la giovane gestiva una boutique. 
Avuto il congedo militare, Segre decise di restare a Trieste, perché vide nella città giuliana straordinarie possibilità ed opportunità di crescita economica per se stesso e per il territorio della Venezia Giulia, e si immerse con grande capacità e profitto nel mondo degli affari. In breve tempo il suo nome apparve in diverse attività ed intraprendenze. Segre fu nominato nel consiglio d'amministrazione della Banca Commerciale Triestina; avendone la maggioranza, rilevò le azioni dello Jutificio di Trieste e del Pastificio Triestino, aumentando così le aziende in suo possesso: un Pastificio moderno a Zara, in Dalmazia; un altro pastificio a Milano, l'Amideria Chiozza, un'altra Amideria a Danzica, in Polonia, un catenificio a Lecco e il complesso delle Acciaierie Weissenfels, nel villaggio-fabbrica noto, in italiano, come Fusine in Valromana, o Fusine, vicino a Tarvisio. In pochi anni, Segre fu poi presidente della Direzione di Borsa; delle Officine Navali Triestine; dell'Ampelea, società di distillazione e d'industrie chimiche; della Carbo-Arsa, la società carbonifera in Istria; del Sindacato per le Industrie estrattive nelle Province di Trieste e di Pola; e, infine, Presidente della Camera di commercio italo-ungherese. 
Guido Segre, secondo  la tradizione nazionalista e interventista della sua famiglia, fu, come il fratello Arturo, un convinto fascista della prima ora (tesserandosi nel 1922), ed ebbe, ricambiate, enorme stima e fiducia nei confronti di Benito Mussolini. Pur ebreo, e non fu certo l'unico ebreo in Italia ad essere iscritto al partito fascista in quel periodo, fu sicuramente uno degli uomini più vicini al Duce, che gli affidò incarichi delicati e importanti. Nel 1930 Guido Segre sposò con rito cattolico l'austriaca Gabriella Anna Metz, cerimonia officiata dal Vescovo di Trieste, Luigi Fogar, che allacciò uno stretto legame di amicizia con i Segre, tanto che, anni dopo, celebrò a Roma anche il matrimonio tra la figlia Etta Segre Metz e il Marchese Alberto Carignani di Novoli. Ma proprio l'amicizia con il Vescovo Fogar procurò i primi guai seri a Segre, quando nel 1934 il Vescovo di Trieste decise di difendere gli sloveni dalle persecuzioni del regime fascista. Il Vescovo Fogar accusato di essere un antinazionalista e antifascista, fu difeso da Guido Segre che, scendendo in campo in sua difesa, si attirò critiche e antipatie dalla società triestina.
In questo periodo, nel 1933 come Presidente della Società anonima carbonifera Arsa o Carbo-Arsa (in Istria ma con sede legale a Trieste), Segre costituì, con altri soci di origine ebraica, la Società mineraria carbonifera sarda (o Carbosarda) per la gestione del bacino minerario del Sulcis. Successivamente, nel 1935, fu nominato Presidente dell'A.Ca.I., (Azienda Carboni Italiani), la società statale che controllava la gestione e l'organizzazione di tutti i bacini carboniferi dell'Italia, in particolar modo con la Carbo-Arsa gestiva il bacino carbonifero dell'Istria nel territorio del fiume Arsa, con la costruzione di due nuovi centri abitati operai di Arsia, nel 1937, e di Pozzo Littòrio d'Arsia, in Istria, nel 1942; mentre, con la Carbo-Sarda organizzò le miniere di carbone del bacino minerario del Sulcis, con l'edificazione di una nuova città industriale, Carbonia, e di due nuovi villaggi minerari satelliti: Bacu Abis nel 1937 e Cortoghiana nel 1942.

### Dalla persecuzione razziale fino alla morte
Quattro anni dopo, nel 1938 alla proclamazione delle leggi razziali e antisemitiche del regime fascista, la difesa di Segre in favore del Vescovo di Trieste Fogar, e altro ancora, non era stata affatto dimenticata. Guido Segre, pur essendo sempre stato esponente dell'ebraismo laico non osservante di Trieste, pur essendosi convertito al cattolicesimo, pur avendo italianizzato il cognome della moglie Metz in Melzi, finì, comunque, nel vortice della persecuzione razziale. In breve tempo fu allontanato da tutte le cariche, dal prestigio e dal potere finora acquisito. Invano implorò di essere ”discriminato” (la "discriminazione" equivaleva al non essere considerato ebreo) e riottenere l'equiparazione ai cittadini italiani non-ebrei. Invano bussò alla porta di Mussolini, che non si fece più trovare. Invano si umiliò davanti al governo del regime fascista e ai suoi vari servitori, arrivando persino a rinunciare al suo cognome, stabilendo per via legale che i figli Etta e Carlo portassero quello della moglie, Melzi.
Invano si affidò alle vecchie amicizie influenti, come quella, inossidabile, con Rino Alessi, direttore del quotidiano Il Piccolo. Guido Segre fu un ebreo che a Trieste non doveva contare più nulla. Per un nazionalista come lui, un eroe del Carso, un uomo abituato a combattere in nome dell'Italia, ma anche a credere nella libertà dell'azione e che tanto fece per Trieste e in nome di Trieste, fu un colpo fortissimo. Di conseguenza, Guido Segre, che fu il principale artefice dell'organizzazione e della gestione dei due bacini carboniferi dell'Istria e del Sulcis con l'edificazione dei sunnominati centri abitati minerari, non poté partecipare perché ebreo neanche alla cerimonia dell'inaugurazione ufficiale della stessa città di Carbonia, celebrata da Mussolini in persona. Allo scoppio della seconda guerra mondiale, Segre si rifugiò prima a Fusine, poi a Roma, con documenti e nomi falsi.
Con la negazione della sua identità, l'umiliazione del non riconoscimento delle proprie conquiste, morali prima ancora che materiali, Guido Segre fu distrutto nel corpo e nell'animo, tanto che si ammalò di angina pectoris. Così con il falso nome di Giovanni Fabbri, Segre trovò rifugio in Vaticano, sotto la fragile protezione di Pio XII, dove fece appena in tempo a vedere gli alleati entrare nella Roma liberata; ma non poté più ritornare a Trieste, perché in quel periodo la sua villa di Via Murat, nel centro storico triestino, fu prima sequestrata ed occupata dai nazisti delle SS tedesche; poi, durante la guerra fu semidistrutta dai bombardamenti. Segre  morì a Roma il 12 aprile 1945. Fra le truppe alleate dell'Ottava Armata, che risalirono nella primavera del 1945 la Penisola, nelle file della Brigata Ebraica era presente il nipote di Guido Segre, Vittorio Dan Segre (figlio di Arturo), giornalista e docente universitario emigrato dal 1939 in Palestina, sposato con Rosetta Balducco, che scrisse il libro di successo “Un ebreo fortunato”, ispirato alla vita di questo potente imprenditore di Trieste.